# Saint-Hilaire-les-Andrésis
Saint-Hilaire-les-Andrésis là một xã của tỉnh Loiret, thuộc vùng Centre-Val de Loire, miền trung nước Pháp.